# Cheque escolar
El cheque escolar o voucher escolar es un sistema de financiación educativa que consiste en que el Estado entrega a los padres una cantidad de dinero (o un bono canjeable) por cada hijo en edad escolar, cantidad con la que se abonarían los gastos del centro educativo donde aquellos eligiesen matricularlo, según su conveniencia particular, durante un periodo determinado por año escolar o semestre.

## Origen
El sistema del cheque escolar tiene su origen en la aplicación de las teorías de la Escuela de Economía de Chicago a la política educativa: en vez de utilizar el usuario un determinado servicio público (en este caso, un colegio o instituto concretos), el Estado le entrega los fondos a quien lo gasta en el servicio que más le convenga (en este caso, el colegio o instituto que haya elegido). Modernamente, el sistema fue planteado por primera vez por Milton Friedman en su ensayo “El papel del gobierno en la educación” de 1955. Desde entonces diversos autores han retomado el tema del cheque escolar.

## Definición
Hay distinciones importantes entre diferentes tipos de escuelas:
- Las escuelas públicas operan públicamente y son financiadas por impuestos.
- Las escuelas privadas operan en forma privada y se financian en forma privada, como por ejemplo, por matrícula o donaciones.
- Los vales escolares son subsidios que se otorgan directamente a los padres para la matrícula en cualquier escuela.
- Las escuelas chárter son financiadas públicamente.[2][3][4]
- La inscripción abierta es el proceso que permite a los padres elegir a qué escuela pública asiste su hijo en lugar de asignarle una (siempre que la escuela no haya alcanzado su número máximo de capacidad para los estudiantes). Esto a veces se confunde con los vales como promoción para la elección de la escuela.
- Crédito tributario por educación, crédito tributario por matrícula o beca de crédito fiscal: Hay dos tipos de créditos tributarios por educación: uso personal y donación. Los créditos fiscales para uso personal son créditos fiscales otorgados a contribuyentes individuales por gastos de educación realizados en nombre de sus propios hijos. Los créditos tributarios por donación son créditos fiscales otorgados a contribuyentes individuales o empresas que donan a organizaciones sin fines de lucro que otorgan becas para escuelas privadas.
- Las cuentas de ahorro para la educación (ESA, por sus siglas en inglés)[5] permiten a los padres retirar a sus hijos de las escuelas públicas o del distrito y recibir un depósito de fondos públicos en cuentas de ahorro autorizadas por el gobierno con usos restringidos pero múltiples. Esos fondos, que a menudo se distribuyen a las familias a través de una tarjeta de débito, pueden cubrir la matrícula y las tarifas de las escuelas privadas, los programas de aprendizaje en línea, las clases particulares, los costos de la universidad comunitaria, los gastos de educación superior y otros servicios y materiales de aprendizaje personalizados aprobados.

## Economía Bono Escolar

### Antecedentes
La educación como herramienta para la acumulación de capital humano es a menudo crucial para el desarrollo y la progresión de las sociedades y, por lo tanto, los gobiernos tienen grandes incentivos para intervenir continuamente y mejorar la educación pública. Además, la educación es a menudo la herramienta con la que las sociedades inculcan un conjunto común de valores que subyacen en las normas básicas de la sociedad. Además, hay externalidades positivas a la sociedad desde la educación. Estas externalidades positivas pueden ser en forma de delincuencia reducida, ciudadanos más informados y desarrollo económico, conocido como el efecto de vecindad.
En términos de la teoría económica, las familias enfrentan un conjunto de opciones de consumo que determinan cuánto gastarán en educación y consumo privado. Cualquier número de paquetes de consumo está disponible siempre que se ajusten a la restricción presupuestaria. Lo que significa que cualquier paquete de consumo de educación y consumo privado no debe exceder las restricciones presupuestarias. Las curvas de indiferencia representan las preferencias de un bien sobre otro. La curva de indiferencia determina la cantidad de educación que una persona querrá consumir en comparación con la cantidad de consumo privado que una persona querrá consumir.

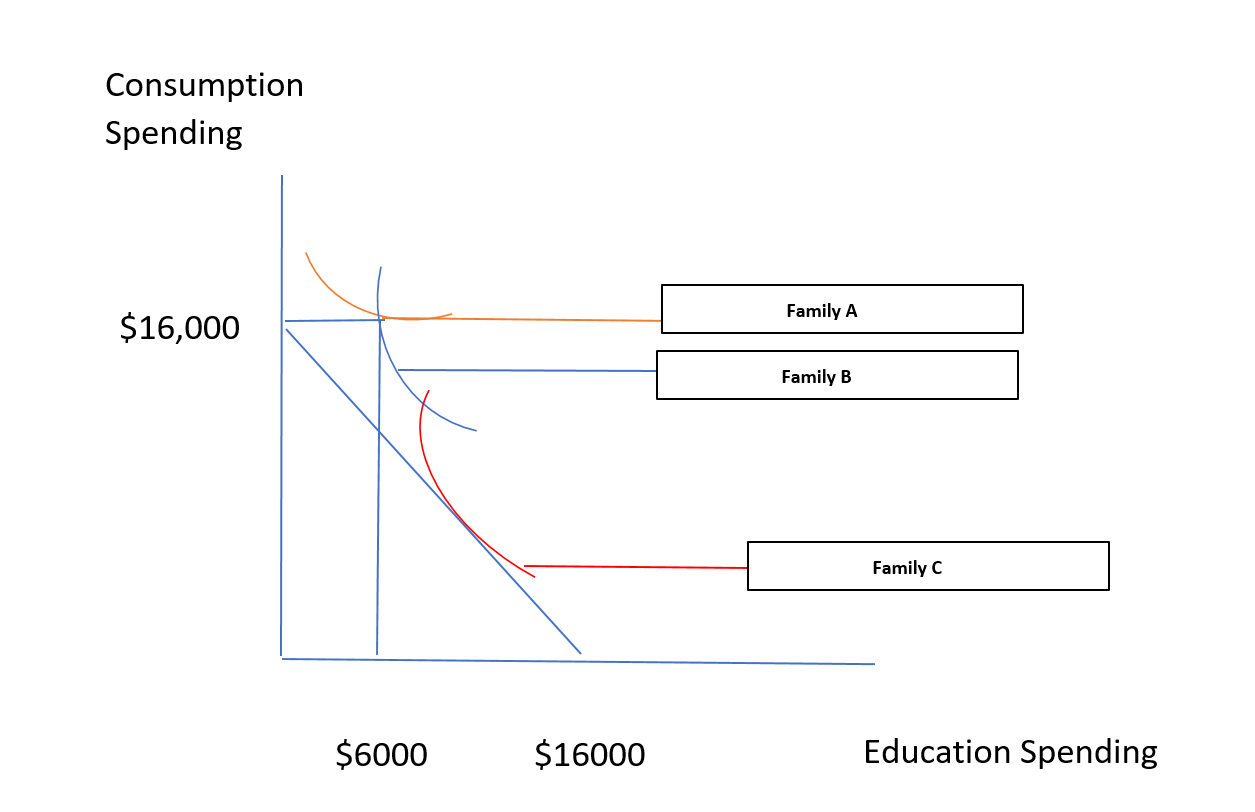
Paquetes de consumo familiar con vales. Opciones de consumo de la educación.

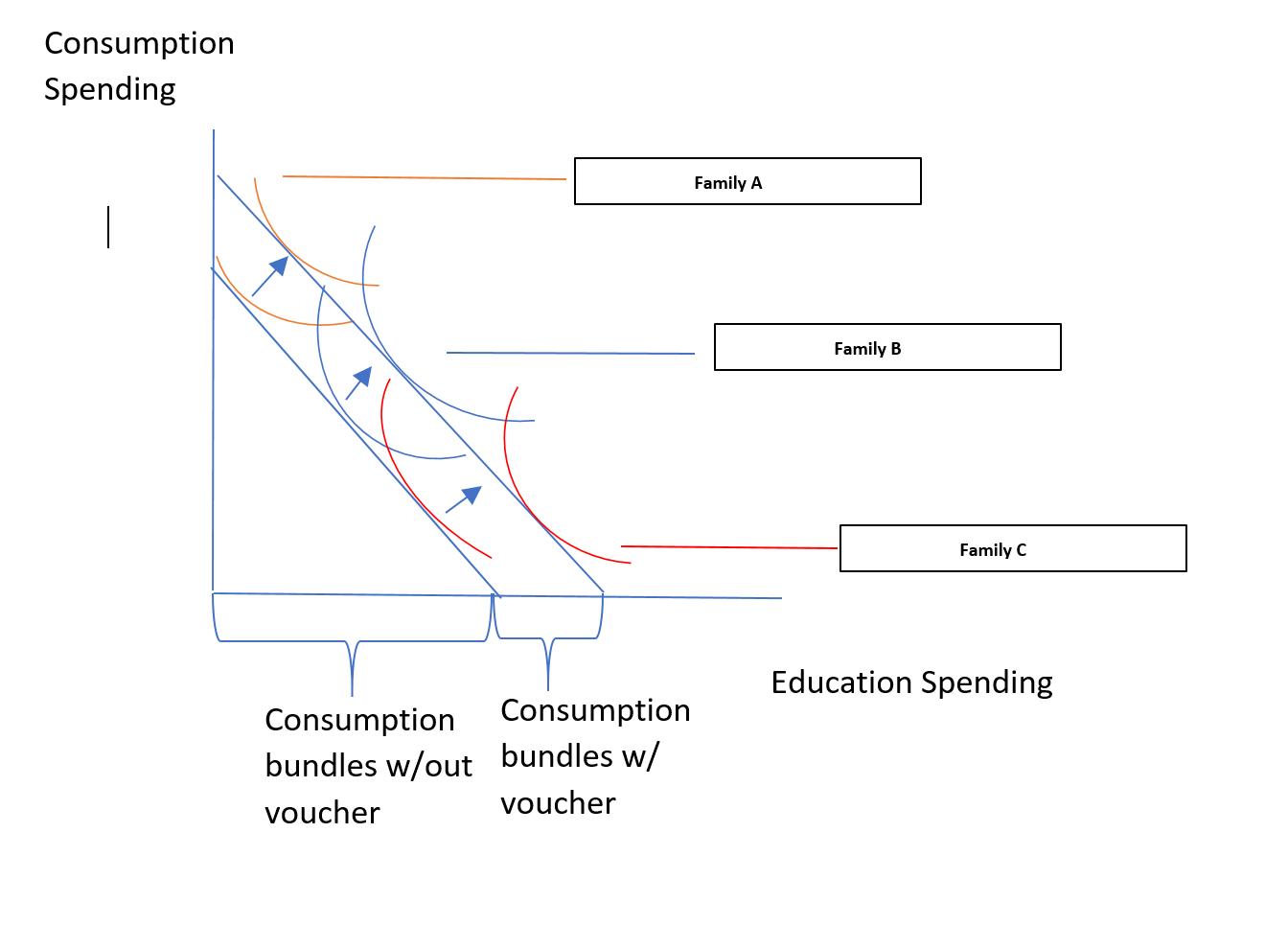
Paquetes de consumo familiar con vales. Opciones de consumo de la educación.

La intervención del gobierno en la educación típicamente toma dos formas. El primer enfoque puede ser amplio, como instituir escuelas autónomas, escuelas magnet o escuelas con fines de lucro y aumentar la competencia. El segundo enfoque puede enfocarse individualmente, como proporcionar subsidios o préstamos para que las personas asistan a los vales de la universidad o la escuela para K-12.
La segunda razón es que se proponen cupones para aumentar la competencia de mercado entre las escuelas. Al igual que el teorema del mercado [cita requerida]libre, los cupones esperan que las escuelas sean más competitivas al 
En muchos casos en los que se han instituido programas de vales escolares, ha habido resultados mixtos, algunos programas muestran mayores beneficios de los vales escolares y algunos casos muestran efectos perjudiciales.
¿CÓMO SE  DETERMINA  EL VALOR DEL VOUCHER EDUCATIVO?
Según  Víctor San Martín Ramírez en su artículo   "Sistema de cheques o vouchers educativos en la educación para jóvenes y adultos en extrema vulnerabilidad.[cita requerida] El caso de El Salvador", en los países con sistema de vouchers, la estimación y valor final del bono o subvención educativa está asociado con el crecimiento económico, el cual es medido por el Ministerio de Hacienda o Economía.  De acuerdo con el crecimiento, el Ministerio de Educación fija los ejes de necesidad y  diseña la propuesta presupuestaria.  Esto significa en términos de San Martín Ramíres que los países  tienen  la responsabilidad de manejar sus equilibrios macroeconómicos y cuentas fiscales en orden. En lo que refiere a las subvenciones escolares, estas "son administradas por una unidad específica autónoma, habitualmente interministerial, regulada y sin nexo de ningún tipo con sostenedores de instituciones educativas". Las bases de cálculo del voucher (...) vienen fijadas y expresadas por ley mediante unidades económicas reajustables anualmente.  Un dado importante es que el gasto público en educación varía entre países de acuerdo con los ingresos totales y al costo de la vida (canasta básica) de cada país.
En otras naciones "la base de cálculo se compone por el gasto público más  un gasto privado que asumen las familias, o con donaciones y becas (como en  Singapur, Corea del Sur y el Reino Unido hasta hace poco tiempo), o solo gasto público (el caso de Dinamarca o, desde 2015, Chile, donde va desapareciendo el copago de manera gradual). Se establece una unidad financiera automáticamente reajustable de acuerdo con el IPC anual, complementada por variables diferenciadoras (NEE, Educación TP, asignaciones de zona, asignación de gratuidad, etc.)." 

### Efectos positivos y negativos de los vales escolares.

#### Efectos positivos
En los Estados Unidos, los vales generalmente se financian con dólares estatales, y en otros países, a través de una variedad de vehículos de financiamiento del gobierno. Es importante tener en cuenta que las escuelas en los Estados Unidos conservan sus fondos federales y locales, independientemente de la inscripción, solo los fondos estatales dependen del tamaño de la inscripción. Parte de mejorar el rendimiento de los estudiantes implica mejorar el rendimiento de los maestros y la escuela. En teoría, más cupones escolares motivarían la formación de más escuelas privadas que darán a los padres más opciones en la escuela. Esta mayor competencia haría que tanto las escuelas públicas como las privadas, que compiten por los fondos de los vales, mantengan una enseñanza de alta calidad y mantengan los costos bajos. De hecho, hay evidencia de que los vales escolares resultan en ahorros de costos para los sistemas escolares. Un análisis fiscal del sistema de vales escolares de Indiana mostró ahorros anuales, por estudiante, para el gobierno estatal.
Los defensores de las escuelas de vales argumentan que existe evidencia de múltiples beneficios para los estudiantes y las familias debido a los vales escolares. Hay evidencia que demuestra que el uso de los vales escolares da como resultado un aumento en los puntajes de los exámenes y tasas más altas de graduación de la escuela secundaria para los estudiantes. Un estudio de caso en el país de Colombia mostró que la presencia de programas de vales resultó en un aumento de 10 puntos porcentuales en la probabilidad de que un niño termine el octavo grado y mostró un aumento en el rendimiento de 0.2 desviaciones estándar en las pruebas estandarizadas. Además, la evidencia muestra que los afroamericanos experimentan un aumento en las tasas de matrícula universitaria en los programas de cupones. Es importante tener en cuenta que estos logros para los estudiantes afroamericanos no están presentes para otros grupos raciales y étnicos.
La investigación también ha demostrado los beneficios espaciales del sistema de vales. Las escuelas públicas, que están cerca de escuelas privadas que aceptan cupones, a menudo tienen mejores puntajes en las pruebas que otras escuelas públicas que no están cerca de las escuelas privadas preparadas para cupones. Una investigación adicional realizada por Caroline Hoxby muestra que cuando hay sistemas de cupones disponibles, tanto las escuelas públicas como las privadas en ese sistema escolar han aumentado los puntajes en los exámenes y las tasas de graduación.

#### Efectos negativos
Si bien hay algunos estudios que muestran los efectos positivos de los programas de cupones, también hay investigaciones que demuestran la ineficacia de los cupones escolares. Se han realizado algunos estudios de casos recientes que muestran que en los distritos escolares con sistema de vales, los estudiantes que asisten a la escuela pública, a diferencia de la escuela privada con un cupón, tienden a superar a sus compañeros de escuela privada.
Además de la falta general de resultados, los críticos de los vales escolares argumentan que los vales conducirán a la segregación. Los estudios empíricos muestran que existe evidencia de que los vales escolares pueden llevar a la segregación racial o de ingresos. Sin embargo, la investigación sobre este tema no es concluyente, ya que también hay investigaciones válidas que demuestran que, en ciertas circunstancias, los ingresos y la segregación racial pueden reducirse indirectamente al aumentar la opción escolar.
Además, como los vales escolares son financiados por el gobierno, la implementación podría hacer que los fondos para las escuelas públicas se reduzcan. Los vales para escuelas privadas afectan los presupuestos del gobierno a través de dos canales: gastos directos adicionales en los vales y ahorros en los costos de las escuelas públicas de menores inscripciones. Los programas de vales serían pagados por el presupuesto de educación del gobierno, que se restaría del presupuesto de la escuela pública. Esto podría afectar el sistema de escuelas públicas al darles menos para gastar y usar para la educación de sus estudiantes.
Un estudio realizado en 2018 por Abdulkadiroğlu et al. encontró que los estudiantes desfavorecidos que ganaron una lotería (el Programa de becas de Luisiana) para obtener vales para asistir a escuelas privadas tuvieron peores resultados educativos que los estudiantes desfavorecidos que no obtuvieron vales: "La participación del LSP reduce los puntajes de matemáticas en 0.4 desviaciones estándar y también reduce el rendimiento en lectura , ciencia y estudios sociales. Estos efectos pueden deberse en parte a la selección de escuelas privadas de baja calidad en el programa ".

## Implementaciones

### Colombia
El programa de cupones PACES fue establecido por el gobierno colombiano a fines de 1991. Su objetivo era ayudar a los hogares de bajos ingresos mediante la distribución de cupones escolares a los estudiantes que viven en barrios situados en los dos estratos socioeconómicos más bajos. Entre 1991 y 1997, el programa PACES otorgó 125,000 vales a estudiantes de secundaria de bajos ingresos. Esos vales tenían un valor aproximado de US $ 190 en 1998, y los datos muestran que las tasas de matrícula y otros gastos mensuales en que incurren los estudiantes con vales promediaron aproximadamente US $ 340 en 1998, por lo que la mayoría de los receptores de vales complementaron el comprobante con fondos personales.

Imagen de maximización de utilidades de vales escolares básicos

Los estudiantes seleccionados para participar en el programa fueron seleccionados por sorteo. Los vales se pudieron renovar anualmente, condicionados a que los estudiantes logren un éxito académico satisfactorio como lo indica la promoción de calificaciones programada. El programa también incluía incentivos para estudiar más y ampliar las opciones de escolarización.
La evidencia empírica mostró que el programa tuvo cierto éxito. Joshua Angrist muestra que después de 3 años de iniciar el programa, los ganadores de la lotería tenían 15 puntos porcentuales más de probabilidades de asistir a la escuela privada y completar .1 años más de escolaridad, y eran aproximadamente 10 puntos porcentuales más propensos a haber terminado el 8.º grado. El estudio también informó que había mayores efectos de vales para los niños que para las niñas, especialmente en el rendimiento de las matemáticas. Es importante tener en cuenta que el programa no tuvo un impacto significativo en las tasas de deserción. Angrist informa que los ganadores de la lotería obtuvieron .2 desviaciones estándar más altas en las pruebas estandarizadas. El programa de vales también reportó algunos efectos sociales. Los ganadores de lotería trabajaron menos en promedio que los ganadores que no son de lotería. Angrist informa que esto se correlacionó con una menor probabilidad de casarse o convivir como adolescentes. En general, los beneficios del programa de vales escolares superaron los costos.

### Chile
En 1981, Chile implementó un sistema similar al de vales escolares universales para estudiantes de primaria y secundaria. La diferencia radica en que en vez de ser un subsidio a la demanda, se trató de un subsidio a la oferta que seguía a los alumnos. Así, las familias jamás han recibido el Cheque Escolar.
Como resultado, más de 1,000 escuelas privadas ingresaron al mercado y la inscripción privada aumentó en un 20-40% en 1998, superando el 50% en algunas áreas urbanas. De 1981 a 1988, la tasa de inscripción en escuelas administradas por privados en áreas urbanas creció un 11% más que la tasa de inscripción en escuelas administradas por privados en áreas rurales. Este cambio coincidió con la transferencia de la administración de las escuelas estatales desde el gobierno central a los municipios o ayuntamientos. El valor financiero del subsidio no dependía de los ingresos de la familia que lo recibía, y el programa permitió que las escuelas administradas por privados fueran selectivas, mientras que las escuelas estatales administradas por los municipios o ayuntamientos tenían que aceptar e inscribir a todos los estudiantes interesados.
A comienzos del siglo XXI, los logros de los estudiantes en Chile eran bajos en comparación con los de otras naciones, según los puntajes de los exámenes internacionales. Esta disparidad llevó al gobierno chileno a promulgar reformas educativas sustanciales en 2008, incluidos cambios importantes en el sistema de financiamiento de la educación escolar.
El gobierno chileno aprobó la Ley de Subsidio Escolar Preferencial (SEP) en enero de 2008. Esta legislación hizo que el sistema de financiamiento se pareciera mucho más al modelo compensatorio regulado defendido por Christopher Jencks. Bajo el SEP, el sistema de financiamiento se modificó para tomar en cuenta los ingresos familiares. El subsidio proporcionado a las escuelas consideró la existencia de "estudiantes prioritarios", alumnos cuyos ingresos familiares se encontraban en el 40% más bajo de los chilenos valían un 50% más que los otorgados a las familias de los estudiantes en el 60% superior. Las escuelas con mayor número de estudiantes prioritarios eran elegibles para recibir bonos por estudiante, cuyo tamaño estaba vinculado al porcentaje de estudiantes prioritarios en el cuerpo estudiantil. Cuando se inició la SEP, cubrió desde preescolar hasta cuarto grado, y se añadió un año escolar adicional de cobertura cada año subsiguiente. Casi todas las escuelas estatales optaron por participar en la SEP en 2008, así como casi dos tercios de las escuelas primarias de administración privada.
Había tres requisitos importantes adjuntos al programa. El primer requisito estipulaba que las escuelas participantes no podían cobrar tarifas a los estudiantes prioritarios, aunque las escuelas de administración privada podían hacerlo para los estudiantes no prioritarios. El segundo requisito aseguró que las escuelas no pudieran seleccionar a los estudiantes según su capacidad académica, no expulsarlos por motivos académicos. El tercer requisito postulaba que las escuelas debían autoinscribirse en un sistema de responsabilidad que asegurara que fueran responsables de la utilización de los recursos financieros y los puntajes de las pruebas de los estudiantes.

### Europa
En la mayoría de los países europeos, la educación para todas las escuelas primarias y secundarias está totalmente subvencionada. En algunos países (por ejemplo, Bélgica o Francia), los padres tienen la libertad de elegir a qué escuela asistirá su hijo.

#### Irlanda
La mayoría de las escuelas en la República de Irlanda son escuelas parroquiales con asistencia estatal, establecidas bajo patrocinio diocesano pero con costos de capital, salarios de maestros y una tarifa per cápita pagada a la escuela. Estos se dan a la escuela independientemente de si requiere o no que sus estudiantes paguen las cuotas. (Aunque las escuelas que pagan tasas son minoritarias, ha habido muchas críticas sobre la ayuda estatal que reciben con los opositores que afirman que esto les da una ventaja injusta).
En el caso de que una escuela no logre atraer estudiantes, pierde inmediatamente su tarifa per cápita y con el tiempo pierde sus puestos de enseñanza, y los maestros se trasladan a otras escuelas que están atrayendo estudiantes. Se considera que el sistema ha logrado resultados muy exitosos para la mayoría de los niños irlandeses.
La Coalición Arco Iris de 1995–7 (que contenía los partidos del centro a la derecha y a la izquierda) introdujo la educación gratuita de tercer nivel en el nivel de primaria. Sin embargo, los estudios han demostrado que la eliminación de las tasas de matrícula en el tercer nivel ha aumentado el número de estudiantes en general y de aquellos con antecedentes socioeconómicos más bajos. Esto coincide con la evidencia del Reino Unido de una disminución en los números de asistencia después de la introducción de tarifas. Sin embargo, desde la crisis económica, ha habido una gran conversación y debate sobre la reintroducción de las tarifas de tercer nivel.[cita requerida]

#### Suecia
En Suecia, se introdujo un sistema de vales escolares (llamado skolpeng) en 1992 en las escuelas primarias y secundarias, lo que permitió la libre elección entre escuelas públicas y friskolor ("escuelas independientes"). El cupón se paga con fondos públicos del municipio local (kommun) directamente a una escuela basándose únicamente en el número de estudiantes. Tanto las escuelas públicas como las independientes son financiadas de la misma manera. Las escuelas independientes pueden ser administradas por grupos sin fines de lucro, así como por compañías con fines de lucro, pero no pueden cobrar tarifas de recargo o estudiantes seleccionados, excepto por orden de llegada. Más del 10% de los alumnos suecos se matricularon en escuelas independientes en 2008 y el número está creciendo rápidamente, lo que hace que el país sea visto como un pionero del modelo.
Per Unckel, gobernador de Estocolmo y exministro de Educación, ha promovido el sistema y dice que "la educación es tan importante que no se puede dejar a un solo productor, porque sabemos por los sistemas de monopolio que no cumplen todos los deseos". El sistema sueco ha sido recomendado a Barack Obama por algunos comentaristas, incluido el Pacific Research Institute, que publicó un documental titulado No tan bueno como piensas: Mito de las escuelas de la clase media, una película que muestran beneficios positivos para las escuelas de clase media resultantes de los programas de vales de Suecia.
Un estudio de 2004 concluyó que los resultados escolares en las escuelas públicas mejoraron debido a la mayor competencia. Sin embargo, Per Thulberg, director general de la Agencia Nacional de Educación de Suecia, dijo que el sistema "no ha dado mejores resultados" y que en el 2000 la clasificación de Suecia en la liga de PISA empeoró. Aunque Rachel Wolf, directora de la Red de Escuelas Nuevas, ha sugerido que los estándares educativos de Suecia se han deslizado por razones distintas a las de escuelas independientes.
Las escuelas independientes experimentaron un rápido crecimiento, pasando del 4% del total de la matrícula en el año 2000 al 16% en el año 2014. En el mismo periodo de tiempo, el rendimiento de los alumnos en las pruebas PISA sufrió la mayor caída de todos los países miembros de la OCDE. La tendencia de los resultados en los exámenes PISA muestran que Suecia ha caído desde una posición por encima del promedio en el año 2000, a una posición significativamente por debajo del promedio de los países de la OCDE en el año 2015. El menor rendimiento de los estudiantes suecos no solo se puede ver en las pruebas PISA, sino también en las pruebas TIMMS, donde su rendimiento cayó 55 puntos entre los años 1992 y 2011. Paralelamente, Suecia mostró una caída en el rendimiento de sus alumnos en los exámenes PIRLS entre los años 2001 y 2011, con la caída más significativa manifestándose en el periodo comprendido entre el 2001 y el 2006. Paradójicamente, en el mismo periodo de tiempo en el que todos los exámenes internacionales mostraron una caída en el rendimiento de los alumnos, los exámenes nacionales mostraron una mejora ininterrumpida desde el año 1997 al 2012. Por esta razón, un informe de la OCDE ha determinado que el sistema de puntuación nacional es poco confiable.
Existe una discusión acerca de las consecuencias de la inmigración en el sistema educativo sueco. Pero el factor de la incorporación de estudiantes cuya lengua materna no es el sueco no puede explicar cómo es posible que el sistema de puntuación nacional haya mostrado una mejora ininterrumpida. Tampoco puede explicar la caída en el rendimiento de los alumnos con desempeño sobresaliente. La cantidad de alumnos que alcanzó el nivel 5 o 6 de las pruebas PISA cayó significativamente en todas las áreas analizadas (matemáticas, ciencia y literatura). La mayor caída se vio reflejada en matemáticas, donde porcentaje de alumnos con desempeño sobresaliente cayó del 16% en 2003 al 8% en 2012.
Un estudio de 2015 pudo demostrar que "un aumento en la proporción de estudiantes de escuelas independientes mejora los resultados promedio a corto y largo plazo, explicados principalmente por los efectos externos, por ejemplo, la competencia escolar

### Hong Kong
Un sistema de vales para niños de tres a seis años de edad que asisten a un jardín de infantes sin fines de lucro se implementó en Hong Kong en 2007. Cada niño recibirá HK $ 13,000 por año. El subsidio de $ 13,000 se dividirá en dos partes. $ 10,000 se usan para subsidiar la cuota escolar y los $ 3,000 restantes se usan para que los maestros de jardín de infantes puedan continuar sus estudios y obtener un certificado en educación. Además, hay algunas restricciones en el sistema de vales. Los padres solo pueden elegir escuelas sin fines de lucro con una cuota anual de menos de $ 24,000. El gobierno espera que todos los maestros de jardín de infantes puedan obtener un certificado de educación para el año 2011-2012, momento en el cual los subsidios se ajustarán a $ 16,000 para cada estudiante, todo lo cual se destinará a la cuota escolar.
Milton Friedman criticó el sistema y dijo: "No creo que la propuesta de CE Tsang esté bien estructurada". Dijo que el objetivo principal de un sistema de vales es proporcionar un mercado competitivo, por lo que no debe limitarse a los jardines de infancia sin fines de lucro.
Después de las protestas de padres con hijos matriculados en jardines de infancia con fines de lucro, el programa se extendió a niños en jardines de infancia con fines de lucro, pero solo para niños matriculados en o antes de septiembre de 2007. El gobierno también otorgará un subsidio de HK $ 30 000 a los jardines de infancia con fines lucrativos. para convertir a sin fines de lucro.

### Pakistán
En el Punjab paquistaní, el Dr. Allah Bakhsh Malik, Director Ejecutivo y Director Ejecutivo de la Fundación de Educación del Punjab (PEF) introdujo el Plan de vales para la educación (EVS), especialmente en los barrios marginales urbanos y más pobres de los pobres en 2005. El estudio inicial fue patrocinado por Open Society Institute Nueva York USA. El profesor Henry M. Levin extendió los servicios Pro-Bono para niños de familias pobres de Punjab. Para garantizar la justicia educativa y la integración, el gobierno debe garantizar que las familias más pobres tengan igual acceso a una educación de calidad. El plan de vales fue diseñado por el Teachers College, la Columbia University y el Open Society Institute. Su objetivo es promover la libertad de elección, la eficiencia, la equidad y la cohesión social.
Un proyecto piloto se inició en 2006 en los barrios marginales urbanos de Sukhnehar, Lahore, donde una encuesta mostró que todos los hogares vivían por debajo de la línea de pobreza. A través del SVE, la fundación entregaría vales de educación a todos los hogares con niños de 5 a 16 años de edad. Los vales se podrían canjear por pagos de matrícula en las escuelas privadas participantes. En la etapa piloto, 1,053 hogares tuvieron la oportunidad de enviar a sus hijos a una escuela privada de su elección. El SVE hace que sus escuelas asociadas rindan cuentas a los padres y no a los burócratas del Ministerio de Educación. En el programa FAS, cada director de escuela tiene la opción de admitir o no a un estudiante. Sin embargo, en el EVS, una escuela asociada no puede rechazar a un estudiante si el estudiante tiene un cupón y la familia ha elegido esa escuela. Las escuelas asociadas también son responsables ante el PEF: están sujetas a revisiones periódicas de los resultados de aprendizaje de sus estudiantes, inversiones privadas adicionales y mejoras en las condiciones de trabajo de los maestros. El SVE proporciona un incentivo para que los padres envíen a sus hijos a la escuela, por lo que se ha convertido en una fuente de competencia entre las escuelas privadas que buscan unirse al programa.
Cuando se trata de la selección de escuelas, los siguientes criterios se aplican de manera general: (i) La tarifa pagada por el PEF a las escuelas asociadas a EVS es de PKR 550 a por niño por mes. Las escuelas que cobran tarifas más altas también pueden aplicar al programa, pero no se les pagará más de PKR 1200, y no tendrán derecho a cobrar la diferencia a las familias de los estudiantes. (ii) La matrícula escolar total debe ser de al menos 50 niños. (iii) La escuela debe tener una infraestructura adecuada y un buen ambiente de aprendizaje. (iv) Las escuelas asociadas al SVE deben estar ubicadas dentro de un radio de medio kilómetro de las residencias de los titulares de cupones. Sin embargo, si los padres prefieren una escuela en particular más alejada, el PEF no se opondrá, siempre que la escuela cumpla con los criterios de selección del EVS. (v) El PEF se anuncia para estimular el interés de posibles escuelas asociadas. Luego les da a los estudiantes en las escuelas preseleccionadas pruebas preliminares en materias seleccionadas y realiza inspecciones físicas de estas escuelas. Las oficinas de PEF muestran una lista de todas las escuelas asociadas de EVS para que los padres puedan consultarla y elegir una escuela para sus hijos.
En este momento, más de 500,000 estudiantes se están beneficiando del SVE y el programa se está ampliando con el financiamiento del Gobierno de Punjab.

## Política pública del bono escolar en los Estados Unidos
En la década de 1980, el gobierno de Reagan presionó para obtener cupones, al igual que el gobierno de George W. Bush en las propuestas iniciales de reforma educativa que condujeron a la Ley de Que Ningún Niño se Quede Atrás. A diciembre de 2016, 14 estados tenían programas de cupones escolares tradicionales. [53] Estos estados consisten en: Arkansas, Florida, Georgia, Indiana, Luisiana, Maine, Maryland, Misisipi, Carolina del Norte, Ohio, Oklahoma, Utah, Vermont y Wisconsin. La capital de los Estados Unidos, Washington D. C., también tenía programas operativos de cupones escolares a partir de diciembre de 2016. Al incluir créditos fiscales para becas y cuentas de ahorro para la educación, dos alternativas a los cupones, hay 27 estados más el Distrito de Columbia con programas de elección de escuela privada. La mayoría de estos programas se ofrecieron a estudiantes de familias de bajos ingresos, escuelas de bajo rendimiento o estudiantes con discapacidades. Para 2014, el número de participantes en cupones o becas de crédito fiscal aumentó a 250,000, un aumento del 30% con respecto a 2010, pero todavía una pequeña fracción en comparación con los 55 millones en escuelas tradicionales.
En 1990, las escuelas públicas de la ciudad de Milwaukee, Wisconsin, fueron las primeras en ofrecer cupones y tienen casi 15,000 estudiantes utilizando cupones a partir de 2011. El programa, titulado Milwaukee Parental Choice Programme, originalmente financió cupones escolares para no privados y privados. instituciones Sin embargo, finalmente se expandió para incluir instituciones privadas y religiosas después de que tuvo éxito con instituciones privadas no religiosas. [55] El año escolar 2006/07 marcó la primera vez en Milwaukee que se pagaron más de $ 100 millones en vales. [56] El veintiséis por ciento de los estudiantes de Milwaukee recibirán fondos públicos para asistir a escuelas fuera del sistema tradicional de las Escuelas Públicas de Milwaukee. De hecho, si el programa de vales solo se considerara un distrito escolar, marcaría el sexto distrito más grande de Wisconsin. La escuela católica St. Anthony, ubicada en el lado sur de Milwaukee, cuenta con 966 estudiantes con cupones, lo que significa que es muy probable que reciba más dinero público para el apoyo escolar general de una escuela primaria o secundaria parroquial que ninguna otra en la historia de los Estados Unidos. Un estudio de 2013 del programa de Milwaukee planteó que el uso de cupones aumentaba la probabilidad de que un estudiante se graduara de la escuela secundaria, fuera a la universidad y permaneciera en la universidad. Un documento de 2015 publicado por la Oficina Nacional de Investigación Económica encontró que la participación en el programa de vales de Luisiana "reduce sustancialmente los logros académicos", aunque el resultado puede reflejar la mala calidad de las escuelas privadas en el programa. 
El análisis reciente de los efectos competitivos de los vales escolares en Florida sugiere que una mayor competencia mejora el rendimiento en las escuelas públicas regulares. 
El programa de vales escolares más grande en los Estados Unidos es el programa Indiana Choice Scholarships de Indiana.

### Defensores
Los defensores de los sistemas de crédito fiscal para cupones escolares y educación argumentan que esos sistemas promueven la competencia de libre mercado entre las escuelas públicas y privadas al permitir que los padres y los estudiantes elijan la escuela donde usar los cupones. Esta opción disponible para los padres obliga a las escuelas a mejorar continuamente para mantener la inscripción. Por lo tanto, los defensores argumentan que un sistema de vales aumenta el rendimiento escolar y la responsabilidad porque proporciona soberanía al consumidor, lo que permite a los individuos elegir qué producto comprar, en lugar de una burocracia.
Este argumento está respaldado por estudios como "Cuando las escuelas compiten: los efectos de los vales en el logro de las escuelas públicas de la Florida" (Instituto de Investigación de Políticas de Manhattan, 2003), que concluyeron que las escuelas públicas ubicadas cerca de escuelas privadas que eran elegibles para aceptar los vales que los estudiantes hicieron significativamente más mejoras que las escuelas similares que no están ubicadas cerca de escuelas privadas elegibles. Caroline Hoxby de Stanford, quien ha investigado los efectos sistémicos de la elección de escuela, determinó que las áreas con mayor elección de escuela residencial tienen puntuaciones de exámenes consistentemente más altas a un costo por alumno más bajo que las áreas con muy pocos distritos escolares. [62] Hoxby estudió los efectos de los vales en Milwaukee y de las escuelas chárter en Arizona y Míchigan en las escuelas públicas cercanas. Las escuelas públicas obligadas a competir obtuvieron mayores ganancias en los puntajes de prueba que las escuelas que no se enfrentaron con dicha competencia, y que el llamado efecto de la aplicación de crema no existió en ninguno de los distritos de vales examinados. La investigación de Hoxby ha encontrado que tanto las escuelas públicas como las privadas mejoraron a través del uso de vales. Además, una competencia similar ha ayudado en los sectores de gobierno de la manufactura, energía, transporte y paquetería postal (UPS, FedEx vs. USPS) que se han socializado y luego se han abierto a la competencia del mercado libre. 
De manera similar, se argumenta que dicha competencia ha ayudado en la educación superior, con universidades financiadas con fondos públicos que compiten directamente con universidades privadas por el dinero de la matrícula proporcionado por el Gobierno, como el GI Bill y la Pell Grant en los Estados Unidos. La Foundation for Educational Choice alega que un plan de vales escolares "incorpora exactamente el mismo principio que los proyectos de ley GI que brindan beneficios educativos a los veteranos militares. El veterano obtiene un vale válido solo para gastos educativos y es completamente libre de elegir la escuela en la usa, siempre que cumpla con ciertos estándares ". La Beca Pell, una ayuda basada en la necesidad, como el Vale, solo se puede usar para gastos escolares autorizados en escuelas calificadas y, como el Pell, el dinero sigue al estudiante, para usar contra esos gastos autorizados (no todos los gastos están cubiertos).
Los defensores se sienten alentados por el crecimiento del sector de las escuelas privadas, ya que creen que las escuelas privadas suelen ser más eficientes para lograr resultados a un costo por alumno mucho menor que las escuelas públicas. Un estudio del Instituto CATO sobre el gasto por alumno de escuelas públicas y privadas en Phoenix, Los Ángeles, DC, Chicago, Nueva York y Houston encontró que las escuelas públicas gastan un 93% más que la mediana de las escuelas privadas. 
Los defensores afirman que las instituciones a menudo se ven obligadas a operar de manera más eficiente cuando se las obliga a competir y que cualquier pérdida de empleos resultante en el sector público se vería compensada por el aumento de la demanda de empleos en el sector privado. 
Friedrich von Hayek sobre la privatización de la educación:
Como lo demostró el profesor Milton Friedman (M. Friedman, El papel del gobierno en la educación, 1955), ahora sería completamente factible pagar los costos de la educación general del presupuesto público sin mantener las escuelas del gobierno, dando a los padres vales que cubren el costo de la educación de cada niño que podrían entregar a las escuelas de su elección. Todavía puede ser deseable que el gobierno provea escuelas directamente en unas pocas comunidades aisladas donde el número de niños es demasiado pequeño (y el costo promedio de la educación, por lo tanto, demasiado alto) para las escuelas privadas. Pero con respecto a la gran mayoría de la población, sería indudablemente posible dejar la organización y la gestión de la educación totalmente a los esfuerzos privados, con el gobierno proporcionando solo las finanzas básicas y asegurando un estándar mínimo para todas las escuelas donde los cupones podrían ser gastado. (F. A. Hayek, en su libro de 1960 La Constitución de la Libertad, sección 24.3)
Otros partidarios notables incluyen al activista chileno por la libertad de enseñanza Iván Garay Pagliai -Cofundador La Chile para Todos, movimiento gremial de la Universidad de Chile- quien es un asiduo colaborador de medios electrónicos de Chile Archivado el 1 de enero de 2020 en Wayback Machine. y América Latina e impresos de su país, en los que promueve los vouchers o cheques escolares, además de la libertad de enseñanza y el rol subsidiario del Estado en la educación escolar, subordinándolo al rol preferente que poseen las familias; el académico Edgardo Zablotsky en Argentina, el Doctor Santos Mercados Reyes en México, el senador por Nueva Jersey Cory Booker, exgobernador de Carolina del Sur Mark Sanford, multimillonario y filántropo estadounidense John T. Walton, exalcalde de Baltimore Kurt L. Schmoke, exgobernador de Massachusetts Mitt Romney y John McCain. Una encuesta aleatoria de 210 Ph.D. miembros de la Asociación Económica Americana, encontraron que más de dos tercios de los economistas apoyan darles a los padres cupones educativos que se pueden usar en escuelas operadas por el gobierno o de forma privada, y que el apoyo es mayor si los cupones deben ser usados por padres con bajos -los ingresos o padres con hijos en escuelas de bajo rendimiento.
Otro defensor prominente del sistema de vales fue el cofundador y CEO de Apple, Steve Jobs, quien dijo: 
El problema es la burocracia. Soy una de esas personas que cree que lo mejor que podríamos hacer es ir al sistema de vales completos.
Tengo una hija de 17 años que asistió a una escuela privada unos años antes de la secundaria. Esta escuela privada es la mejor escuela que he visto en mi vida. Fue juzgada como una de las 100 mejores escuelas de América. Fue fenomenal. La matrícula era de $ 5,500 al año, que es mucho dinero para la mayoría de los padres. Pero a los maestros se les pagó menos que a los maestros de escuelas públicas, por lo que no se trata de dinero a nivel de maestros. Le pregunté al tesorero del estado ese año qué paga California en promedio para enviar a los niños a la escuela, y creo que fueron $ 4,400. Si bien no hay muchos padres que podrían aportar $ 5,500 al año, hay muchos que podrían aportar $ 1,000 al año.
Si damos cupones a los padres por $ 4,400 al año, las escuelas comenzarán de derecha a izquierda. La gente salía de la universidad y decía: "Comencemos una escuela".
- Steve Jobs
Como cuestión práctica, los proponentes señalan que la mayoría de los programas de los Estados Unidos solo ofrecen a las familias pobres la misma opción que las familias más ricas ya tienen, al proporcionarles los medios para abandonar una escuela deficiente y asistir a una escuela donde el niño pueda recibir una educación. Debido a que las escuelas públicas se financian por alumno, el dinero simplemente sigue al niño, pero el costo para los contribuyentes es menor porque el cupón generalmente es menor que el costo real.
Además, dicen, las comparaciones de escuelas públicas y privadas en promedio no tienen sentido. Los cupones suelen ser utilizados por los niños en escuelas deficientes, por lo que difícilmente pueden empeorar incluso si los padres no eligen una escuela mejor. Además, centrarse en el efecto en la escuela pública sugiere que es más importante que la educación de los niños.
Algunos defensores de los vales escolares, incluido el Instituto Sutherland y muchos partidarios del esfuerzo de vales de Utah, lo ven como un remedio para el impacto cultural negativo causado por las escuelas públicas de bajo rendimiento, que se aplica de manera desproporcionada a las minorías demográficas. Antes de la elección del referéndum de noviembre, Sutherland publicó una publicación controvertida: Voucher, Vows, & Vexations. Sutherland llamó a la publicación una revisión importante de la historia de la educación en Utah, mientras que los críticos simplemente la llamaron historia revisionista. Luego, Sutherland publicó un artículo complementario en un diario legal como parte de una conferencia académica sobre la elección de la escuela. 
EdChoice, fundada por Milton y Rose Friedman en 1996, es una organización sin fines de lucro que promueve los vales escolares universales y otras formas de elección escolar. En defensa de los vales, cita una investigación empírica que muestra que los estudiantes que fueron asignados aleatoriamente a recibir vales tuvieron mejores resultados académicos que los estudiantes que solicitaron vales pero perdieron una lotería al azar y no los recibieron; y que los cupones mejoran los resultados académicos en las escuelas públicas, reducen la segregación racial, brindan mejores servicios a los estudiantes de educación especial y no agotan el dinero de las escuelas públicas. 
EdChoice también sostiene que la financiación de la educación debe pertenecer a los niños, no a un tipo de escuela o edificio específico. Su propósito para el argumento es tratar de argumentar que las personas deben priorizar la educación de un estudiante y su oportunidad de mejorar un tipo específico de escuela. También enfatizan que si una familia elige una escuela pública, los fondos también van a esa escuela. Esto significaría que también beneficiaría a quienes valoran el sistema de educación pública.

### Opositores
La principal crítica de los vales escolares y los créditos fiscales para la educación es que ponen a la educación pública en competencia con la educación privada, amenazando con reducir y reasignar los fondos de las escuelas públicas a las escuelas privadas. Los opositores cuestionan la creencia de que las escuelas privadas son más eficientes.
Los maestros de escuelas públicas y los sindicatos de docentes también han luchado contra los vales escolares. En los Estados Unidos, los sindicatos de docentes de escuelas públicas, especialmente la Asociación Nacional de Educación (el sindicato laboral más grande de los EE. UU.), Argumentan que los vales escolares erosionan los estándares educativos y reducen los fondos, y que dar dinero a los padres que eligen enviar Su hijo a una escuela religiosa o de otro tipo es inconstitucional. La última cuestión fue eliminada por el caso de la Corte Suprema Zelman v. Simmons-Harris, que confirmó el plan de vales de Ohio en un fallo de 5-4. En contraste, la Corte Suprema de Luisiana rechazó el uso de fondos de escuelas públicas para cupones en escuelas privadas en 2013. La Corte Suprema de Luisiana no declaró los cupones inconstitucionales, solo el uso de dinero destinado a las escuelas públicas a través de la Constitución de Luisiana para financiar Programa de vales. La Asociación Nacional de Educación también señala que el acceso a los cupones es como "una oportunidad en una lotería" donde los padres tuvieron que tener suerte para obtener un espacio en este programa. Dado que a casi todos los estudiantes y sus familias les gustaría elegir las mejores escuelas, esas escuelas, como resultado, alcanzan rápidamente su número máximo de capacidad para los estudiantes que la ley estatal permite. Aquellos que no obtuvieron cupones tienen que competir nuevamente para buscar otras escuelas menos preferidas y competitivas o abandonar la búsqueda y regresar a sus escuelas locales asignadas. Jonathan Kozol, un prominente pensador de la reforma de las escuelas públicas y exmaestro de escuelas públicas, calificó a los vales de "la idea más peligrosa y peor de haber entrado en el discurso de la educación en mi vida adulta".
La Asociación Nacional de Educación también argumenta que debería destinarse más dinero a la Educación Pública para ayudar a las escuelas con problemas y mejorar las escuelas en general, en lugar de reducir el fondo de las escuelas públicas para ir a los vales escolares. Su argumento afirma que aumentar esa cantidad de dinero que se destina a la educación pública también aumentaría la cantidad de recursos asignados a las escuelas públicas, por lo tanto, mejorando la educación. Este argumento realizado hacia los vales escolares refleja la forma en que la organización valora la educación pública. Por ejemplo, en una entrevista en mayo de 2017 sobre la Propuesta de presupuesto 2018 de Donald Trump, la presidenta de la organización, Lily Eskelsen García, afirmó:
"Debemos invertir en lo que hace que las escuelas sean excelentes, las cosas que generan curiosidad e inculcan el amor por el aprendizaje. Eso es lo que cada estudiante merece y lo que todo padre quiere para su hijo. No debe depender de cuánto ganen sus padres, qué idioma hablan en casa, y ciertamente, no en qué vecindario viven ". -La Presidenta de la Asociación Nacional de Educación, Lily Eskelsen García.
Además, hay múltiples estudios que apoyan los argumentos hechos por los opositores de los vales escolares. Uno de estos estudios, realizado por la Alianza para la Investigación de la Educación de la Universidad de Tulane, consiste en observar la relación entre los programas de vales y las calificaciones de los estudiantes en los exámenes. Descubrieron que los estudiantes en el programa de vales de Luisiana inicialmente tenían puntajes más bajos en los exámenes, pero después de tres años, sus puntajes coincidían con los de los estudiantes que se quedaron en escuelas públicas desde los puntajes de los exámenes estandarizados que van desde 2012 hasta 2015. 
Las personas que pueden beneficiarse de los vales pueden no saberlo. En abril de 2012, se aprobó un proyecto de ley en Luisiana que hizo que los cupones estuvieran disponibles para las familias de bajos ingresos cuyos hijos asistían a escuelas mal clasificadas. Un estudiante cuyo ingreso familiar era bajo (hasta aproximadamente $ 44,000 para una familia de tres) que asistía a una escuela clasificada como "C", "D" o "F" podría solicitar cupones para asistir a otra escuela. De los aproximadamente 380,000 estudiantes elegibles durante el año escolar cuando se aprobó la ley (2012/13), solo 5,000 estudiantes conocieron y solicitaron los vales, y los aceptaron.
En 2006, el Departamento de Educación de los Estados Unidos publicó un informe que concluye que los puntajes promedio de los exámenes de lectura y matemáticas, cuando se ajustan a las características de los estudiantes y las escuelas, tienden a ser muy similares entre las escuelas públicas y las escuelas privadas. Las escuelas privadas tuvieron un desempeño significativamente mejor que las escuelas públicas solo si los resultados no se ajustaron por factores como raza, género y elegibilidad para el programa de almuerzo gratis o a precio reducido. Otras investigaciones cuestionan los supuestos de que se obtendrían grandes mejoras de un sistema de vales más completo.
Dado el presupuesto limitado para las escuelas, se afirma que un sistema de vales debilitaría las escuelas públicas y no proporcionaría suficiente dinero para que las personas asistan a escuelas privadas. El 76% del dinero entregado en el programa de vales de Arizona se destinó a niños que ya estaban en escuelas privadas.
Algunas fuentes afirman que el mayor gasto por alumno en las escuelas públicas se debe a tener una mayor proporción de estudiantes con problemas de comportamiento, físicos y emocionales, ya que en los Estados Unidos, las escuelas públicas deben aceptar por ley a cualquier estudiante independientemente de su raza, género o religión, discapacidad, aptitud educativa, etc., mientras que las escuelas privadas no están tan limitadas. Argumentan que parte, si no la totalidad, de la diferencia de costos entre las escuelas públicas y privadas proviene de la "cremallera", por lo que las escuelas privadas seleccionan solo a aquellos estudiantes que pertenecen a un grupo preferido, ya sea económico, religioso, nivel de aptitud educativa etnicidad, en lugar de diferencias en la administración. El resultado final, se ha argumentado, es que un sistema de vales ha liderado o conduciría a los estudiantes que no pertenecen a las agrupaciones preferidas de las escuelas privadas a concentrarse en las escuelas públicas. Sin embargo, de los diez programas de vales administrados por el estado en los Estados Unidos a principios de 2011, cuatro estudiantes dirigidos a personas de bajos ingresos, dos estudiantes seleccionados en escuelas deficientes y seis estudiantes seleccionados con necesidades especiales. (Luisiana ejecutó un solo programa dirigido a los tres grupos).
También se argumenta que los programas de vales a menudo se implementan sin las garantías necesarias que impiden que las instituciones discriminen a las comunidades marginadas. En los Estados Unidos, a partir de 2016, actualmente no existen leyes estatales que requieran que los programas de cupones no discriminen a las comunidades marginadas. Además, si bien algunos programas de cupones pueden dirigirse explícitamente a comunidades marginadas, este no es necesariamente el caso. Un argumento común para los vales escolares es que permite que las comunidades marginadas de color se eleven de la pobreza. Sin embargo, históricamente, los datos sugieren que los programas de cupones se han utilizado para segregar aún más a los estadounidenses. Además, algunos datos han demostrado que los efectos de los programas de vales, como el Programa de becas de elección de escuelas de la Ciudad de Nueva York, son marginales cuando se trata de aumentar el rendimiento estudiantil.
Otro argumento en contra de un sistema de vales escolares es su falta de rendición de cuentas a los contribuyentes. En muchos estados, los miembros de la junta de educación de una comunidad son elegidos por los votantes. Del mismo modo, un presupuesto escolar se enfrenta a un referéndum. Las reuniones de la Junta de Educación deben ser anunciadas con anticipación, y los miembros del público pueden expresar sus inquietudes directamente a los miembros de la junta. Por el contrario, aunque los vales se pueden usar en escuelas privadas y religiosas, los contribuyentes no pueden votar sobre cuestiones presupuestarias, elegir a los miembros de la junta o incluso asistir a las reuniones de la junta. Kevin Welner señala que los vales financiados a través de un sistema de crédito fiscal complicado, una política que él llama "neovouchers", presentan preocupaciones de responsabilidad adicionales. Con los sistemas neovoucher, un contribuyente que debe dinero al estado, en cambio, dona ese dinero a una organización privada sin fines de lucro. Esa organización luego agrupa las donaciones y las entrega a los padres como cupones para que se usen para la enseñanza de una escuela privada. Luego, el estado interviene y perdona (a través de un crédito fiscal) algunos o todos los impuestos que el donante le ha dado a la organización. Si bien los sistemas convencionales de crédito fiscal están estructurados para tratar a todos los participantes de escuelas privadas por igual, los sistemas neovoucher delegan efectivamente a los contribuyentes privados individuales (aquellos que deben dinero al estado) el poder de decidir qué escuelas privadas se beneficiarán.
Un ejemplo de falta de responsabilidad es la situación de vales en Luisiana. En 2012, el Superintendente de Educación del Estado de Luisiana, John White, seleccionó escuelas privadas para recibir cupones y luego trató de fabricar los criterios (incluidas las visitas a las instalaciones) después de que las escuelas ya habían recibido las cartas de aprobación. Una escuela destacada, New Living Word en Ruston, Luisiana, no tenía instalaciones suficientes para los más de 300 estudiantes que White y la junta estatal de educación aprobaron. Tras una auditoría de cupones en 2013, New Living Word había cobrado en exceso al estado $ 395,000. White se refirió al incidente como una "cuestión sustantiva solitaria". Sin embargo, la mayoría de las escuelas con cupones no se sometieron a una auditoría completa por no tener una cuenta de cheques separada para el dinero del cupón del estado.
Según Susanne Wiborg, experta en educación comparada, el sistema de vales de Suecia introducido en 1992 tiene "segregación social y étnica aumentada, particularmente en relación con las escuelas en áreas desfavorecidas".
Las becas de crédito fiscal que se desembolsan en su mayor parte a estudiantes de escuelas privadas actuales o a familias que hicieron donaciones sustanciales al fondo de becas, en lugar de a estudiantes de bajos ingresos que intentan escapar de escuelas fallidas, no son más que un mecanismo para usar fondos públicos en forma de impuestos no percibidos para apoyar escuelas privadas, a menudo religiosas.

### Retos legales
La pregunta sobre los vales escolares en los Estados Unidos también recibió una cantidad considerable de revisión judicial a principios de la década de 2000.
Un programa lanzado en la ciudad de Cleveland en 1995 y autorizado por el estado de Ohio fue impugnado en los tribunales porque violaba tanto el principio constitucional federal de separación de la iglesia y el estado como la garantía de libertad religiosa en la Constitución de Ohio. Estos reclamos fueron rechazados por la Corte Suprema de Ohio, pero los reclamos federales fueron confirmados por el tribunal de distrito federal local y por el tribunal de apelaciones del Sexto Circuito. El hecho de que casi todas las familias que usan cupones asistían a escuelas católicas en el área de Cleveland se mencionó en las decisiones.
Esto se revirtió posteriormente en 2002 en un caso histórico ante la Corte Suprema de los EE. UU., Zelman v. Simmons-Harris, en el que el tribunal dividido, en una decisión de 5–4, dictaminó que el plan de vales escolares de Ohio era constitucional y eliminó cualquier barrera constitucional a similares. planes de cupones en el futuro, con jueces conservadores Anthony Kennedy, Sandra Day O'Connor, William Rehnquist, Antonin Scalia y Clarence Thomas en la mayoría.
El presidente del tribunal, William Rehnquist, que escribió para la mayoría, declaró que "el avance incidental de una misión religiosa, o la percepción del respaldo de un mensaje religioso, es razonablemente atribuible a los beneficiarios de la ayuda individual, no al gobierno, cuya función termina con el desembolso de los beneficios. . " La Corte Suprema dictaminó que el programa de Ohio no violaba la Cláusula de Establecimiento, porque aprobó una prueba de cinco partes desarrollada por la Corte en este caso, titulada Prueba de elección privada.
Las opiniones disidentes incluyeron al juez Stevens, quien escribió "... el carácter voluntario de la elección privada de preferir una educación parroquial a la educación en el sistema de escuelas públicas me parece bastante irrelevante para la pregunta de si la decisión del gobierno de pagar por el adoctrinamiento religioso es constitucionalmente admisible ". y el juez Souter, cuya opinión cuestionó cómo la Corte podría mantener a Everson v. Board of Education como precedente y decidir este caso de la forma en que lo hizo, sintiendo que era contradictorio. También encontró que la instrucción religiosa y la educación secular no se podían separar y esto en sí mismo violaba la Cláusula de Establecimiento.
En 2006, la Corte Suprema de Florida anuló una legislación conocida como el Programa de Becas de Oportunidad de la Florida (OSP, por sus siglas en inglés), que habría implementado un sistema de vales escolares en la Florida. El tribunal dictaminó que el OSP violó el artículo IX, sección 1 (a) de la Constitución de la Florida: "La ley establecerá las disposiciones adecuadas para un sistema uniforme, eficiente, seguro, seguro y de alta calidad de escuelas públicas gratuitas". Esta decisión fue criticada por Clark Neily, abogado sénior del Instituto de Justicia y asesor legal de las familias de Pensacola que utilizaron las Becas de Oportunidad de la Florida como "política educativa".

### Apoyo político
El apoyo político para los vales escolares en los Estados Unidos es mixto. En el espectro izquierdo / derecho, es más probable que los conservadores apoyen los vales. Algunas legislaturas estatales han promulgado leyes de vales. En Nuevo México, el entonces republicano Gary Johnson hizo de la provisión de vales escolares el principal problema de su segundo mandato como gobernador. A partir de 2006, el gobierno federal opera el programa de vales más grande, para los evacuados de la región afectada por el huracán Katrina. [Citación necesaria] El gobierno federal proporcionó un programa de vales para 7500 residentes de Washington D. C.: el Programa de Becas de Oportunidad del DC hasta principios de marzo de 2009, los demócratas del Congreso se movieron para cerrar el programa y retirar a los niños de sus cupos escolares financiados con cupones al final del año escolar 2009/10 bajo el Acta de Asignaciones Ómnibus de $ 410 mil millones de 2009 que, a partir de El 7 de marzo había pasado la Cámara de Representantes y estaba pendiente en el Senado. El gobierno de Obama declaró que prefería permitir que los niños que ya se habían inscrito en el programa terminaran su educación mientras cerraban el programa a los nuevos participantes. Sin embargo, su preferencia en este asunto no parece ser lo suficientemente fuerte como para impedir que el presidente firme el proyecto de ley. 
Si el público generalmente apoya los vales es discutible. Las mayorías parecen favorecer la mejora de las escuelas existentes sobre la provisión de vales, pero hasta el 40% de los encuestados admiten que no saben lo suficiente para formarse una opinión o no entienden el sistema de vales escolares.
En noviembre de 2000, un sistema de vales propuesto por Tim Draper se incluyó en la boleta de California como Propuesta 38. Era inusual entre las propuestas de vales escolares ya que no requería acreditación por parte de las escuelas que aceptan vales, ni prueba de necesidad por parte de familias solicitando para ellos; ni tenía ningún requisito de que las escuelas aceptaran los vales como pago completo, ni ninguna otra disposición para garantizar una reducción en el costo real de la matrícula de la escuela privada. La medida fue derrotada por un porcentaje final de 70.6 a 29.4.
Un sistema de vales escolares universales en todo el estado que otorgó un subsidio de matrícula máximo de $ 3,000 se aprobó en Utah en 2007, pero el 62% de los votantes lo revocó en un referéndum estatal antes de que entrara en vigor. El 27 de abril de 2011, Indiana aprobó un programa de vales en todo el estado, el más grande en los EE. UU. Ofrece hasta $ 4,500 para estudiantes con ingresos familiares de menos de $ 41,000, y beneficios menores para hogares con ingresos más altos. Los vales se pueden usar para financiar una variedad de opciones de educación fuera del sistema escolar público. En marzo de 2013, la Corte Suprema de Indiana determinó que el programa no viola la constitución del estado.